# Actinocerida
Actinocerida Teichert, 1933 è un ordine di molluschi cefalopodi estinti, appartenenti alla sottoclasse Nautiloida, conosciuti dall'Ordoviciano Medio al Carbonifero Superiore.

## Descrizione

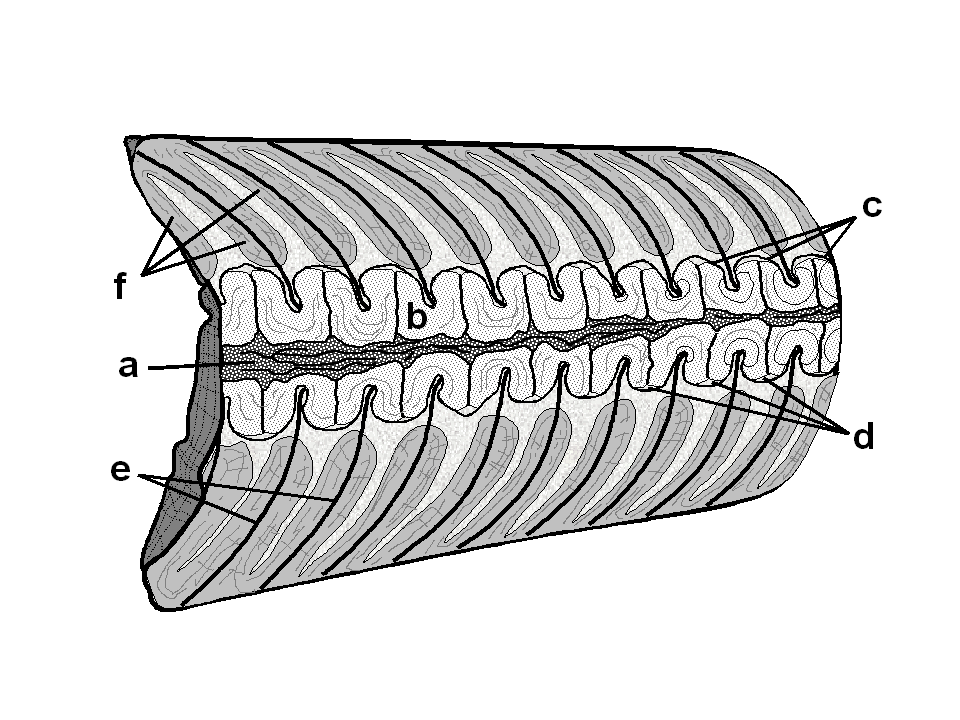
Riproduzione schematica in sezione (da varie fonti) di un esemplare di Rayonnoceras Croneis, 1926 (Siluriano-Carbonifero). È visibile la complessa struttura interna del fragmocono: a) canale sifonale centrale; b) deposidi endosifonali annulosifonati; c) anelli di connessione inflati; d) perispazio (spazio periferico tra la parete degli anelli di connessione e i depositi endosifonali), entro cui sfociano i canali radiali che attraversano i depositi endosifonali; e) setti con colletti sifonali cirtocoanitici; f) depositi endocamerali.

Forme da medie a grandi (fino ad alcuni metri di lunghezza), ortocone-longicone (conchiglia dritta, allungata), eccezionalmente cirtocone (conchiglia debolmente ricurva). Sifone da sub-centrale a sub-ventrale, ampio, con colletti settali cirtocoanitici e anelli di connessione inflati, globulari. Depositi endosifonali annulosifonati molto voluminosi, anulari, caratterizzati da un canale centrale piuttosto stretto e da un sistema di canali radiali che sfociano in uno spazio periferico (perispazio) di forma toroidale. Depositi endocamerali molto sviluppati.